# Xena XXX: An Exquisite Films Parody
Xena XXX: An Exquisite Films Parody ist eine Porno-Parodie aus dem Jahr 2012 über die Fernsehserie Xena – Die Kriegerprinzessin.

## Handlung
Die Handlung ist mehr wie eine einzelne Folge der Serie als ein Film aufgebaut und zeigt Sex-Szenen zwischen einzelnen Figuren der Serie.

### Szenen
- Szene 1. Chanel Preston, Randi Wright, Tommy Pistol
- Szene 2. Nicole Aniston, Tommy Gunn
- Szene 3. Juelz Ventura, Lee Stone
- Szene 4. Lexi Belle, Seth Gamble
- Szene 5. Phoenix Marie, Rocco Reed
- Szene 6. Lexi Belle, Phoenix Marie

## Produktion und Veröffentlichung
Der Film wurde von Paradox Pictures und Exquisite Films produziert und wird von Exquisite Multimedia vermarktet. Regie führte Jordan Septo und die Produktion leitete er mit Gina Lassen. Erstmals wurde der Film am 1. Oktober 2012 auf DVD in den Vereinigten Staaten veröffentlicht.

## Nominierungen
Der Film wurde bei den Sex Awards 2013 als „Erwachsenen-Parodie des Jahres“ nominiert.